# Embalse de Volgogrado
El embalse de Volgogrado (en ruso, Волгоградское водохранилище) es un embalse en Rusia formado en el río Volga por la presa de la Central hidroeléctrica del Volga. Queda dentro de los óblast de Volgogrado y el Saratov y recibe su nombre de la ciudad de Volgogrado. Fue construida entre 1958 y 1961.
Su superficie es de 3117 km², su volumen, de 31,5 km³, su longitud alcanza 540 km, y la anchura máxima es de 17 km, profundidad media 10,1 m. Es el tercer embalse por tamaño en Rusia, después del embalse de Kuíbyshev y embalse Rybinsk).